# Nomade del Vesuvio
Nomade del Vesuvio è il terzo album del musicista italiano Tony Cercola, pubblicato il 15 ottobre 2004 da DV MORE Record.

## Tracce
1. Manciuria
2. Gaucho
3. Sub Augusta
4. Donna Magalì
5. Rosarillo
6. Rumori del Vesuvio
7. Onda do Mar
8. Yiota
9. Janet
10. Garofano Schiavone
11. Y como n'aventurero
12. L'Ucraina
13. Ca mo' sulo sunà me sana
14. Universo autistico